# Shane van Aarle
Shane van Aarle (Bakel, 5 juni 2006) is een Nederlands voetballer die doorgaans speelt als centrale verdediger. In juni 2025 verruilde hij FC Eindhoven voor Juventus.

## Clubcarrière
Van Aarle groeide op in het Belgische Wetteren, waar zijn moeder woonde. Hier werd hij gescout door Club Brugge. In 2021 moest hij daar vertrekken en hierop verkaste hij naar Excel Moeskroen. Die club ging een jaar later failliet. FC Eindhoven werd daarop zijn nieuwe club. Voorafgaand aan het seizoen 2024/25 mocht de centrumverdediger meetrainen met het eerste elftal. Zijn professionele debuut maakte hij op 9 december 2024, op bezoek bij Jong FC Utrecht. Door doelpunten van Daan Huisman, Achraf El Bouchataoui, Evan Rottier en Sven Blummel ging het duel met 0–4 gewonnen. Van Aarle moest van coach Maurice Verberne op de reservebank beginnen en mocht zeven minuten voor het einde van de reguliere speeltijd invallen voor Collin Seedorf. In de periode na zijn debuut werd concurrent Farouq Limouri om disciplinaire redenen teruggezet naar het tweede elftal, waardoor Van Aarle een basisplaats kreeg van Verberne.
Aan het einde van het seizoen werd Van Aarle, die een amateurcontract had bij FC Eindhoven, door zijn zaakwaarnemer geattendeerd op verregaande interesse van Juventus. Die club nam hem in mei 2025 onder contract, met de bedoeling om hem in het belofteteam te laten spelen.

## Clubstatistieken
| Seizoen | Club              | Competitie     | Competitie | Competitie | Beker | Beker | Internationaal | Internationaal | Totaal | Totaal |
| Seizoen | Club              | Competitie     | Wed.       | Dlp.       | Wed.  | Dlp.  | Wed.           | Dlp.           | Wed.   | Dlp.   |
| ------- | ----------------- | -------------- | ---------- | ---------- | ----- | ----- | -------------- | -------------- | ------ | ------ |
| 2024/25 | FC Eindhoven      | Eerste divisie | 18         | 0          | 1     | 0     | —              | —              | 19     | 0      |
| 2025/26 | Juventus Next Gen | Serie C        | 0          | 0          | 0     | 0     | —              | —              | 0      | 0      |
| Totaal  | Totaal            | Totaal         | 18         | 0          | 1     | 0     | 0              | 0              | 19     | 0      |

Bijgewerkt op 28 juni 2025.

## Erelijst
| EK –19 | 1 | 2025 |